# Mexico bienvenido
Mexico bienvenido is een muziekalbum van Jack Jersey uit 1978.
Het bevat origineel werk, op drie nummers na: Mexico van Elvis Presley, Anita van Waylon Jennings en het veel gecoverde nummer Vaya con Dios. Er werden geen singles van onttrokken die de hitlijsten bereikten. 
Het album kwam in de Nederlandse hitlijsten terecht. In de LP Top 50 stond het 5 weken genoteerd, met nummer 15 als hoogste notering. Bij Veronica piekte het op nummer 17.

## Nummers
| Nr. | naam                      | schrijver                               |
| --- | ------------------------- | --------------------------------------- |
| A1  | Mexico                    | Sid Tepper en Roy C. Bennett            |
| A2  | Here I am Accapulco       | Jack de Nijs en A. van Olm              |
| A3  | Anita                     | Waylon Jennings en Jack de Nijs         |
| A4  | I was a fool              | Jack de Nijs en W Verburgt              |
| A5  | Mi bonita                 | Jack de Nijs en D van der Meulen        |
| A6  | Vaya con Dios             | Buddy Pepper, Inez James, Larry Russell |
| B1  | Viva Mexico               | Jack de Nijs en John van de Ven         |
| B2  | I can't wait for tomorrow | Jack de Nijs                            |
| B3  | Mexico, Mexico, Mexico    | Jack de Nijs en Jacques Verburgt        |
| B4  | Una noche Mexicana        | Jack de Nijs en Jacques Verburgt        |
| B5  | Sweet ol' dreams          | Jack de Nijs                            |
| B6  | Mexican lady              | Jack de Nijs en R. Felix                |